# Childhood (группа)
Childhood — британская инди-поп-группа, образованная в 2010 году в Ноттингеме Беном Романс-Хопкрафтом и Лео Добсеном во время обучения в Ноттингемском университете.
Дуэт привлёк к себе внимание в интернете после загрузки туда нескольких демо. После того, как дуэту присоединились басист Даниэль Саламонс и ударник Даниэль Ахегбо, группа начала гастролировать по Ноттингему, а затем подписала контракт с лейблом House Anxiety/Marathon Artists и в октябре 2012 года выпустила свой дебютный сингл «Blue Velvet». После того, как из группы уходит Даниэль Ахегбо, группа переезжает на юг Лондона и там с новым ударником Джонни Уильямсом 10 июня 2013 года выпускает второй сингл «Solemn Skies».
В июне 2014 года выходит третий сингл группы под названием «Falls Away», а 11 августа того же года выходит дебютный альбом группы Lacuna.
24 апреля 2015 года на странице группы в Facebook появилось фото нового басиста группы Томаса Томаски, при этом уход предыдущего басиста Даниэля Саламонса никак не комментируется.
21 июля 2017 года группа выпускает второй студийный альбом под названием Universal High, перед этим выпустив синглы «Californian Light» и «Cameo».

## Дискография

### Альбомы
| 2014                                      | Lacuna Детали - Выход: 11 августа - Лейбл: Marathon Artists - Форматы: CD, 12" виниловая пластинка, цифровая дистрибуция      | 87 |
| 2017                                      | Universal High Детали - Выход: 28 июня - Лейбл: Marathon Artists - Форматы: CD, 12" виниловая пластинка, цифровая дистрибуция | —  |
| «—» означает, что альбом не попал в чарт. | |    |

### Синглы
| 2012                                     | «Blue Velvet» Детали - Выход: 19 октября - Форматы: 7" виниловая пластинка, цифровая дистрибуция | — |
| 2013                                     | «Solemn Skies» Детали - Выход: 10 июня - Форматы: 10" виниловая пластинка, цифровая дистрибуция  | — |
| 2014                                     | «Falls Away» Детали - Выход: 2 июня - Форматы: цифровая дистрибуция                              | — |
| 2017                                     | «Californian Light» Детали - Выход: 27 апреля - Форматы: цифровая дистрибуция                    | — |
| 2017                                     | «Cameo» Детали - Выход: 28 июня - Форматы: цифровая дистрибуция                                  | — |
| «—» означает, что сингл не попал в чарт. |                                                                                                  |   |

## Состав

### Текущий состав
- Бен Романс-Хопкрафт — вокал, гитара (2010 – н.в.)
- Лео Добсен — гитара (2010 – н.в.)
- Томас Томаски — бас-гитара (2015 – н.в.)
- Макс Даниэли-Фантин — синтезатор, клавишные, бэк-вокал (2014 – н.в.)
- Джонни Уильямс — ударные (2013 – н.в.)

### Бывшие участники
- Даниэль Ахегбо — ударные (2010–2012)
- Крис О’Дрисколл — ударные (2012–2013)
- Даниэль Саламонс — бас-гитара (2011–2015)